# Championnat de France de hockey sur glace 1911-1912
Saison précédente Saison suivante
La saison 1911-1912 est la 3e saison du championnat de France de hockey sur glace.

## Bilan
Le Club des Patineurs de Paris est champion de France pour la deuxième fois.